# Ateliers de construction de et à Familleureux
La S.A. des Ateliers de construction de et à Familleureux était une fonderie et atelier de construction métallique belge créée en 1919 par l'industriel d'origine anglaise Carlos Dolphem.
Elle était principalement active dans la construction de tramways et de wagons.

## Historique
En 1900, Henri Buissin établit à Familleureux la « S.A. Usines et fonderies Henri Buissin », mais celle-ci fut liquidée dès 1909.  Les actifs sont transférés à la « Société anonyme des anciennes usines et Fonderies Buissin ». Cette dernière fait elle-même aveu de faillite dix ans plus tard. Les ateliers de construction de Familleureux naîtront de cette faillite.
À la fin des années 1950, L'entreprise fusionne avec plusieurs autres ateliers métallurgiques pour former les Ateliers Belges Réunis, qui deviendront les Constructions ferroviaires du Centre avant d'être eux-mêmes intégrés à la Brugeoise et Nivelles (BN) en 1977.
En 2000, l'entreprise canadienne Bombardier Transport, qui a repris la BN en 1988, décide de fermer le site de Familleureux ou travaillent encore 400 personnes.